# Dinora Garza
Dinora Lizeth Garza Rodríguez (* 24. Januar 1988 in Reynosa, Tamaulipas) ist eine mexikanische Fußballspielerin. Die Mittelfeldspielerin läuft seit 2011 für die Mexikanische Nationalmannschaft auf. 

## Karriere
Garza begann ihre fußballerische Laufbahn auf den Amateurfußballplätzen ihrer Heimatstadt Reynosa und erhielt ihren ersten Vertrag bei den Tigrillas de la UANL.
Die 1,63 Meter große Dinora Garza gehört mittlerweile zu den Stammspielerinnen der mexikanischen Frauenfußballnationalmannschaft und war eine der auffälligsten Spielerinnen beim WM-Auftakt 2011, als die Mexikanerinnen sich mit 1:1 von England trennten.
In der Saison 2013 spielte sie in der neugegründeten National Women’s Soccer League, der höchsten amerikanischen Profiliga im Frauenfußball, für die Chicago Red Stars. Zur Folgesaison wurde sie dem Ligakonkurrenten Boston Breakers zugewiesen, legte zunächst jedoch eine Karrierepause ein und stand ein Jahr später nicht mehr im Kader der Breakers.